# Fàbrica Massó i Cia
La fàbrica Massó i Cia és un conjunt d'edificis industrials situat als carrers de Pujades i Llull i el passatge de Masoliver del Poblenou de Barcelona, dels que només està catalogada la nau actualment coneguda com a Vapor Llull, reconvertida en habitatges, i l'antiga xemeneia.

## Història
A principis del segle xx hi havia la fàbrica de blanqueig de teixits i aprestos Vídua (i Fills) d'Antoni Illa, després Vicenç Illa i Cerdà, que el 1930 va endegar la construcció d'un nou complex fabril al carrer de Bolívia, al costat de la Riera d'Horta.
Cap al 1935 s'hi instal·là la fàbrica de coles en pasta i productes químics de la societat R. Massó i Cia, fundada el 1902 per Ramon Massó i Marcer i Ildefons Carol i Grau (morts durant el conflicte), que el 1942 va encarregar a l'arquitecte Josep Maria Ros i Vila l'ampliació de les naus del passatge amb la remunta d'un segon pis. El 1956, l'empresa es va constituir com a societat anònima Massó i Carol, que hi va continuar la producció fins al 1992, quan va traslladar l'activitat a Santa Coloma de Cervelló, on va instal·lar una fàbrica de tensioactius per a la indústria de detergents i cosmètica.
Els arquitectes Carles Bassó i Cristian Cirici, juntament amb un grup de socis, adquiriren una de les naus i la rehabilitaren entre els anys 1996 i 1997 per a destinar-la a habitatges tipus loft. Aquesta intervenció fou mereixedora del Premi Ciutat de Barcelona d’Arquitectura i Urbanisme 1997 i del Premi Bonaplata de Rehabilitació 1997.

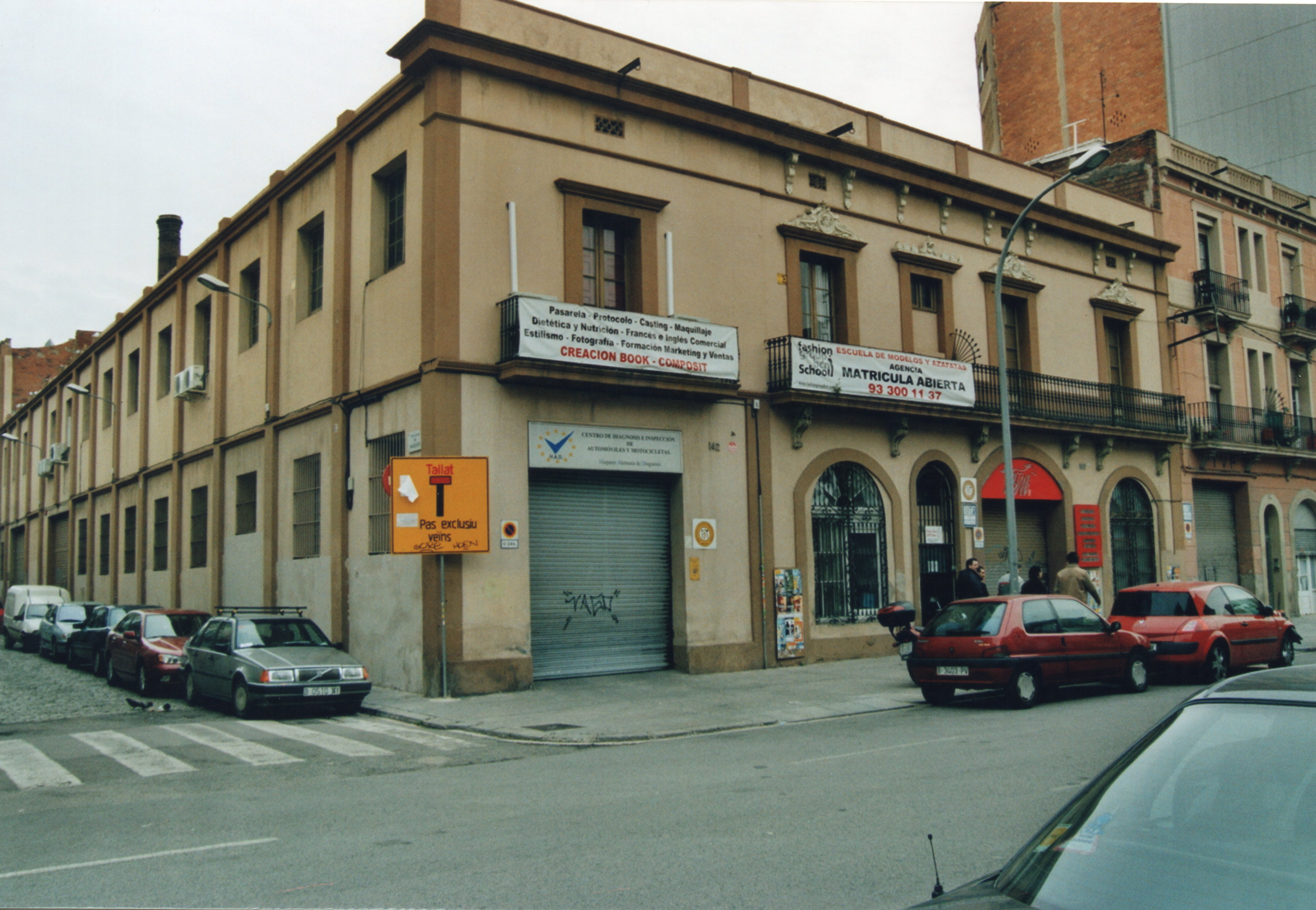
Façanes al carrer de Pujades i al passatge de Masoliver